# Le Prophète : l'Histoire d'Alexandre Pouchkine
Pour plus de détails, voir Fiche technique et Distribution.
Le Prophète : l'Histoire d'Alexandre Pouchkine (en russe : Пророк. История Александра Пушкина, Prorok. Istoria Aleksandra Pouchkina) est un film biographique musical russe réalisé par Felix Oumarov (ru) et sorti en 2025.

## Synopsis
Le film raconte l'histoire du célèbre poète russe Alexandre Pouchkine. Il est jeune, audacieux et a de nombreux admirateurs. Et soudain, il rencontre une femme qui changera son destin.

## Fiche technique
- Titre français : Le Prophète : l'Histoire d'Alexandre Pouchkine[2]
- Titre original en russe : Пророк. История Александра Пушкина, Prorok. Istoria Aleksandra Pouchkina
- Réalisation : Felix Oumarov (ru)
- Scénario : Andreï Kourganov, Vassili Zorki
- Photographie : Mikhaïl Khassaïa
- Musique : Ryan Otter (ru)
- Décors : Sergueï Zaïkov
- Production : Piotr Anourov, Leonid Verechtchaguine, Vadim Verechtchaguine
- Sociétés de production : Central Partnership, Trite, Kinoslovo
- Pays de production :  Russie
- Langue originale : russe
- Format : Couleurs
- Durée : 137 minutes
- Genre : Film biographique musical
- Date de sortie :
  - Russie : 14 février 2025

## Distribution
- Iouri Borissov : Alexandre Pouchkine
  - Kaï Guetz : Pouchkine enfant
- Roman Vassiliev : Constantin Danzas (ru)
- Aliona Dolgolenko :  : Natalia Nikolaïevna Gontcharova
- Anna Tchipovskaïa : Élisabeth Vorontsova (ru)
- Svetlana Khodtchenkova : Avdot’ia Golitsyna (ru)
- Ilia Lioubimov (ru) : Vassili Joukovski